# 경상남도의 문화재자료 (제401호 ~ 제500호)
경상남도 문화재자료는 대한민국의 문화재자료 중에서 경상남도에 있는 것을 가리킨다.

## 지정목록

### 제401호 ~ 제500호
| 번호    | 사진 | 명칭                                                                                          | 소재지                                                | 관리자 (단체)                             | 지정일                                                                    | 참조 |
| 401호   |      | 진주 검암리 운수당 (晋州 儉岩里 雲水堂)                                                       | 경남 진주시 금곡면 금곡로 197-22                      | 진양하씨 운수당공파 종중 하순기           | 2006년 7월 20일 지정                                                      |      |
| 402호   |      | 김해 시례리 염수당 (金海 詩禮里 念修堂)                                                       | 경남 김해시 진례면 진례로 311번길 107                 | 안봉환                                    | 2006년 7월 20일 지정                                                      |      |
| 403호   |      | 산청 사월리 장수황씨 묘비 및 문인석 (山淸 沙月里 長水黃氏 墓碑 및 文人石)                     | 경남 산청군 단성면 사월리 산220-3번지                 | 밀양박씨 사월문중 박태민                  | 2006년 7월 20일 지정                                                      |      |
| 404호   |      | 진주 검암리 운수당 하윤묘 석상 (晋州 檢岩里 雲水堂 河潤墓 石像)                               | 경남 진주시 금곡면 검암리 산45-6                      | 진양하씨 운수당 공파 종중 하현곽          | 2006년 7월 20일 지정, 2012년 12월 27일 해지, 경남 유형문화재 제527호 승격 |      |
| 405호   |      | 진주 장흥리 숙종 사제문비 (晋州 長興里 肅宗 賜祭文碑)                                         | 경남 진주시 집현면 장흥리 795                         | 임천조씨 지족당공파 보의휘심공종중 조한철 | 2006년 7월 20일 지정                                                      |      |
| 406호   |      | 남해 용문사 아미타여래 오존탱 (南海 龍門寺 阿彌陀如來 五尊幀)                                 | 경남 남해군 이동면 용소리 868                         | 용문사 주지 중암                          | 2006년 7월 20일 지정                                                      |      |
| 407호   |      | 남해 용문사 동치3년 신중탱 (南海 龍門寺 同治三年 神衆幀)                                      | 경남 남해군 이동면 용소리 868                         | 용문사 주지 중암                          | 2006년 7월 20일 지정                                                      |      |
| 408호   |      | 남해 용문사 현왕탱 (南海 龍門寺 現王幀)                                                       | 경남 남해군 이동면 용소리 868                         | 용문사 주지 중암                          | 2006년 7월 20일 지정                                                      |      |
| 409호   |      | 남해 용문사 건양2년 독성탱 (南海 龍門寺 建陽二年 獨聖幀)                                      | 경남 남해군 이동면 용소리 868                         | 용문사 주지 중암                          | 2006년 7월 20일 지정                                                      |      |
| 410호   |      | 남해 용문사 독성탱 (南海 龍門寺 獨聖幀)                                                       | 경남 남해군 이동면 용소리 868                         | 용문사 주지 중암                          | 2006년 7월 20일 지정                                                      |      |
| 411호   |      | 남해 용문사 산신탱 (南海 龍門寺 山神幀)                                                       | 경남 남해군 이동면 용소리 868                         | 용문사 주지 중암                          | 2006년 7월 20일 지정                                                      |      |
| 412호   |      | 남해 용문사 영정 일괄 (南海 龍門寺 影幀 一括)                                                 | 경남 남해군 이동면 용소리 868                         | 용문사 주지 중암                          | 2006년 7월 20일 지정                                                      |      |
| 412-1호 |      | 남해 용문사 영해당 영정 (南海 龍門寺 暎海堂 影幀)                                             | 경남 남해군 이동면 용소리 868                         | 용문사 주지 중암                          | 2006년 7월 20일 지정                                                      |      |
| 412-2호 |      | 남해 용문사 백월당 영정 (南海 龍門寺 白月堂 影幀)                                             | 경남 남해군 이동면 용소리 868                         | 용문사 주지 중암                          | 2006년 7월 20일 지정                                                      |      |
| 412-3호 |      | 남해 용문사 삼화상 영정 (南海 龍門寺 三化尙 影幀)                                             | 경남 남해군 이동면 용소리 868                         | 용문사 주지 중암                          | 2006년 7월 20일 지정                                                      |      |
| 412-4호 |      | 남해 용문사 팔화상 영정 (南海 龍門寺 八和尙 影幀)                                             | 경남 남해군 이동면 용소리 868                         | 용문사 주지 중암                          | 2006년 7월 20일 지정                                                      |      |
| 412-5호 |      | 남해 용문사 칠화상 영정 (南海 龍門寺 七和尙 影幀)                                             | 경남 남해군 이동면 용소리 868                         | 용문사 주지 중암                          | 2006년 7월 20일 지정                                                      |      |
| 412-6호 |      | 남해 용문사 경암당 영정 (南海 龍門寺 景巖堂 影幀)                                             | 경남 남해군 이동면 용소리 868                         | 용문사 주지 중암                          | 2006년 7월 20일 지정                                                      |      |
| 413호   |      | 거창 양지리 인풍정 (居昌 陽地里 引風亭)                                                       | 경남 거창군 신원면 양지리 303-1, 304                  | 신욱성                                    | 2006년 11월 2일 지정                                                      |      |
| 414호   |      | 진주 청원리 청계이세후종가 (晋州 淸原里 淸溪李世垕宗家)                                       | 경남 진주시 지수면 청원길51번길 18-8                  | 계상정 종중                               | 2006년 11월 2일 지정                                                      |      |
| 415호   |      | 진주 단목리 단지하협종택 소장 진양하씨 무인보 (晋州 丹牧里 丹池宗宅河悏 所藏 晉陽河氏 戊寅譜) | 경남 진주시 진주대로 501 경상대학교                   | 경상대학교                                | 2006년 11월 2일 지정                                                      |      |
| 416호   |      | 남해 운대암 제석신중탱 (南海 雲坮庵 帝釋神衆幀)                                               | 경남 남해군 창선면 옥천리 1024                        | 남해 운대암                               | 2006년 11월 2일 지정                                                      |      |
| 417호   |      | 남해 운대암 지장시왕탱 (南海 雲坮庵 地藏十王幀)                                               | 경남 남해군 창선면 옥천리 1024                        | 남해 운대암                               | 2006년 11월 2일 지정                                                      |      |
| 418호   |      | 남해 운대암 아미타후불탱 (南海 雲坮庵 阿彌陀後佛幀)                                           | 경남 남해군 창선면 옥천리 1024                        | 남해 운대암                               | 2006년 11월 2일 지정                                                      |      |
| 419호   |      | 합천 송림리 충무후 마귀 영정 (陜川 松林里 忠武侯 麻貴 影幀)                                   | 경남 합천군 봉산면 송림길 11                          | 상곡마씨 대종회                           | 2006년 11월 2일 지정                                                      |      |
| 420호   |      | 창녕우천리반곡고택 (昌寧 牛川里 盤谷古宅)                                                     | 경남 창녕군 고암면 우천리 260                         | 노대식                                    | 2007년 3월 15일 지정                                                      |      |
| 421호   |      | 김해장방리갈대집 (金海 長方里 갈대집)                                                         | 경남 김해시                                           | 송삼복                                    | 2007년 3월 15일 지정                                                      |      |
| 422호   |      | 함안유원리윤환묘역 (咸安 柳原里 尹桓 墓域)                                                    | 경남 함안군                                           | 칠원윤씨 대종회                           | 2007년 3월 15일 지정                                                      |      |
| 423호   |      | 하동북방리수정당 (河東 北芳里 守正堂)                                                         | 경남 하동군 옥종면 북방리 571, 571-1                  | 진양정씨문중                              | 2007년 6월 28일 지정                                                      |      |
| 424호   |      | 창원 천지사 석조여래좌상 (昌原 天地寺 石造如萊坐像)                                           | 경남 창원시 의창구 남산로                             | 대한불교 청허선원 천지자                  | 2007년 6월 28일 지정, 2016년 1월 21일 명칭 변경                           |      |
| 425호   |      | 당암강익문교지 (戇庵 姜翼文 敎旨)                                                             | 경남 합천군                                           | 진주강씨 은열공파 진천군 종중             | 2007년 6월 28일 지정                                                      |      |
| 426호   |      | 합천관기리송계실기책판 (陜川 館基里 松溪實紀 冊版)                                            | 경남 합천군                                           | 평산신씨 재정공파 송계공종중              | 2007년 6월 28일 지정                                                      |      |
| 427호   |      | 표충사 석조보살좌상 (表忠寺 石造菩薩坐像)                                                     | 경남 밀양시 단장면 구천리 23                          | 표충사                                    | 2008년 1월 10일 지정                                                      |      |
| 428호   |      | 창원 천지사 독성탱 (昌原 天地寺 獨聖幀)                                                       | 경남 창원시 의창구 남산로17번길 33 (팔용동, 화성슈퍼) | .                                         | 2008년 1월 10일 지정, 2016년 1월 21일 명칭 변경                           |      |
| 429호   |      | 함양 안국사 목조관음보살좌상 (咸陽 安國寺 木造觀音菩薩坐像)                                   | 경남 함양군 마천면 가흥리 1131                        | 안국사                                    | 2008년 1월 10일 지정                                                      |      |
| 430호   |      | 표충사 대원암 조왕탱 (表忠寺 大願庵 竈王幀)                                                   | 경남 밀양시                                           | 표충사                                    | 2008년 1월 10일 지정                                                      |      |
| 431호   |      | 표충사 대원암 칠성탱 (表忠寺 大願庵 七星幀)                                                   | 경남 밀양시 단장면 구천리 23                          | 표충사                                    | 2008년 1월 10일 지정                                                      |      |
| 432호   |      | 창녕 청련사 반자 (昌寧 靑蓮寺 飯子)                                                           | 경남 창녕군 계성면 사리 852                           | 청련암                                    | 2008년 1월 10일 지정                                                      |      |
| 433호   |      | 산청평지리인지재 (山淸 坪地里 仁智齋)                                                         | 경남 산청군 신등면 법물길 39 (평지리)                 | 김효영                                    | 2008년 2월 5일 지정                                                       |      |
| 434호   |      | 거창갈계리은진임씨정려각 (居昌 葛溪里 恩津林氏 旌閭閣)                                        | 경남 거창군 북상면 갈계리 1444-1                      | 은진임씨대종회                            | 2008년 2월 5일 지정                                                       |      |
| 435호   |      | 진주오방리오방재 (晉州 梧坊里 梧坊齋)                                                         | 경남 진주시 미천면 오방로 765-82                      | 진양하씨 대종회                           | 2008년 2월 5일 지정                                                       |      |
| 436호   |      | 밀양 원서리 혜남정 (密陽 院西里 惠南亭)                                                       | 경남 밀양시                                           | 일직 손씨 통정공파종중                    | 2008년 2월 5일 지정                                                       |      |
| 437호   |      | 의령 입산리 탐진안씨 종택 (宜寧 立山里 耽津安氏 宗宅)                                         | 경남 의령군 부림면 입산로2길 15-5                     | 탐진안씨수파종중                          | 2008년 2월 5일 지정                                                       |      |
| 438호   |      | 의령 입산리 안준상 고택 (宜寧 立山里 安駿相 古宅)                                             | 경남 의령군 부림면 입산로2길 21-5                     | 안덕균                                    | 2008년 2월 5일 지정                                                       |      |
| 439호   |      | 의령 입산리 안호상 고택 (宜寧 立山里 安浩相 古宅)                                             | 경남 의령군 부림면 입산로2길 13-6                     | 안경홍                                    | 2008년 2월 5일 지정                                                       |      |
| 440호   |      | 의령 입산리 안범준 고택 (宜寧 立山里 安範埈 古宅)                                             | 경남 의령군                                           | 안범준                                    | 2008년 2월 5일 지정                                                       |      |
| 441호   |      | 함안검암리동산정 (咸安 儉岩里 東山亭)                                                         | 경남 함안군                                           | 성산이씨 함안종중                         | 2008년 2월 5일 지정                                                       |      |
| 442호   |      | 안곡서원 (安谷書院)                                                                           | 경남 산청군 신안면 중촌갈전로303번길 14-25 (중촌리)   | 성주이씨 어모공종중                       | 2008년 2월 5일 지정, 2018년 7월 12일 명칭 변경                            |      |
| 443호   |      | 산청 진양강씨 정려각 (山淸 晉陽姜氏 旌閭閣)                                                   | 경남 산청군 단성면 입석리 719-2                       | .                                         | 2008년 2월 5일 지정                                                       |      |
| 444호   |      | 산청단계리박인현고택 (山淸 丹溪里 朴寅鉉 古宅)                                                | 경남 산청군                                           | 박갑동                                    | 2008년 2월 5일 지정                                                       |      |
| 445호   |      | 마산법성사신중탱 (馬山 法成寺 神衆幀)                                                         | 경남 창원시 마산회원구 회원동북로 21-20(회원동)       | 법성사                                    | 2008년 5월 22일 지정                                                      |      |
| 446호   |      | 합천송림리마씨종택철검 (陜川 松林里 麻氏宗宅 鐵劍)                                            | 경남 합천군                                           | 마호영                                    | 2008년 5월 22일 지정                                                      |      |
| 447호   |      | 고성효락리쌍충록책판 (固城 孝洛里 雙忠錄 冊版)                                                | 경남 고성군                                           | 고성군                                    | 2008년 5월 22일 지정                                                      |      |
| 448호   |      | 밀양운주암신중탱 (密陽 雲住庵 神衆幀)                                                         | 경남 밀양시                                           | 운주암                                    | 2008년 5월 22일 지정                                                      |      |
| 449호   |      | 밀양운주암칠성탱 (密陽 雲住庵 七星幀)                                                         | 경남 밀양시 청도면 요고리 1-2                         | 운주암                                    | 2008년 5월 22일 지정                                                      |      |
| 450호   |      | 창원봉림사석조여래좌상 (昌原 鳳林寺 石造如來坐像)                                             | 경남 창원시 의창구 봉곡로93번길39-1(봉림동)           | 봉림사                                    | 2008년 8월 22일 지정                                                      |      |
| 451호   |      | 거제혜양사완호작불화일괄 (巨濟 慧洋寺 琬虎 作 佛畵 一括)                                      | 경남 거제시                                           | 혜양사                                    | 2008년 5월 22일 지정                                                      |      |
| 452호   |      | 산청장위리사서석의책판 (山淸 長位里 四書釋義 冊版)                                            | 경남 산청군                                           | 용궁김씨 술고재종중                       | 2008년 10월 30일 지정                                                     |      |
| 453호   |      | 산청남사리사양정사 (山淸 南沙里 泗陽精舍)                                                     | 경남 산청군 단성면 지리산대로 2901-7 (남사리)         | 정구화                                    | 2009년 1월 15일 지정                                                      |      |
| 454호   |      | 산청안봉리수월정 (山淸 安峰里 水月亭)                                                         | 경남 산청군 신안면 수월로 219-8 (안봉리)              | 권인현                                    | 2009년 1월 15일 지정                                                      |      |
| 455호   |      | 밀양 검암리 곡강정 (密陽 儉巖里 曲江亭)                                                       | 경남 밀양시 초동면 검암리 436-7                       | 벽진이씨여은공파종중                      | 2009년 2월 19일 지정                                                      |      |
| 456호   |      | 밀양 원서리 손씨고가 (密陽 院西里 孫氏古家)                                                   | 경남 밀양시 산내면 원서리 882번지 외 4필지            | 손태흥외 1인                              | 2009년 2월 19일 지정                                                      |      |
| 457호   |      | 거창 상림리 건계정 (居昌 上林里 建溪亭)                                                       | 경남 거창군 거창읍 거안로 1173-21                     | 거창장씨주부공파문중                      | 2009년 2월 19일 지정                                                      |      |
| 458호   |      | 하동 대곡리 조지서 묘비 (河東 大谷里 趙之瑞 墓碑)                                             | 경남 하동군 옥종면 대곡리 614-2                       | 임천조씨 지족당 공파종중                  | 2009년 2월 19일 지정                                                      |      |
| 459호   |      | 김해 흥부암 석조보살좌상 (金海 興府庵 石造菩薩坐像)                                           | 경남 김해시 외동 산2                                  | 대한불교 조계종 흥부암                    | 2009년 3월 5일 지정                                                       |      |
| 460호   |      | 함양영각사산신탱 (咸陽 靈覺寺 山神幀)                                                         | 경남 함양군                                           | 대한불교 조계종 영각사                    | 2009년 3월 5일 지정                                                       |      |
| 461호   |      | 하동 대곡리 오천정씨 정려각 (河東 大谷里 烏川鄭氏 旌閭閣)                                     | 경남 하동군 옥종면 대곡리 산152                       | 임천조씨 지족당 공파종중                  | 2009년 3월 12일 지정                                                      |      |
| 462호   |      | 하동 동매리 김씨고가 (河東 東梅里 金氏古家)                                                   | 경남 하동군 악양면 동매리 389-1                       | 김의현 외 5인                             | 2009년 3월 12일 지정                                                      |      |
| 463호   |      | 거창 사병리 변씨 고가 (居昌 士屛里 卞氏古家)                                                  | 경남 거창군 가조면 사병리 1210                        | 변장환                                    | 2009년 3월 12일 지정                                                      |      |
| 464호   |      | 김해관동리 월봉서당 (金海 官洞里 月峰書堂)                                                    | 경남 김해시 장유면 덕정로 77번길 11-16                | 월봉서원                                  | 2009년 3월 12일 지정                                                      |      |
| 465호   |      | 양산 송담사 묘정비 (梁山 松潭祠 廟庭碑)                                                       | 경남 양산시 물금읍 가촌서2길 14-13                    | 부여백씨 송담공파 종중                    | 2009년 5월 14일 지정                                                      |      |
| 466호   |      | 산청 강누리 인곡서당 (山淸 江樓里 仁谷書堂)                                                   | 경남 산청군 단성면 구인동길 31-17 (강누리)            | 권순만                                    | 2009년 7월 16일 지정                                                      |      |
| 467호   |      | 거창 읍선생안 (居昌 邑先生案)                                                                 | 경남 거창군                                           | 거창군수                                  | 2009년 8월 6일 지정                                                       |      |
| 468호   |      | 거창 대동리 김순범 소장 고문서 (居昌 大東里 金順範 所藏 古文書)                               | 경남 거창군                                           | 김순범                                    | 2009년 8월 6일 지정                                                       |      |
| 469호   |      | 김해 관동리 월봉서원 소장 고문서 일괄 (金海 官洞里 月峰書院 所藏 古文書 一括)                 | 경남 김해시                                           | 이준규                                    | 2009년 8월 6일 지정                                                       |      |
| 470호   |      | 합천 두방리 탐진세고 책판 (陜川 頭方里 耽津世稿 冊版)                                         | 경남 합천군                                           | 탐진안씨 문중                             | 2009년 8월 6일 지정                                                       |      |
| 471호   |      | 통영 법륜사 산신탱 (統營 法輪寺 山神幀)                                                       | 경남 통영시                                           | 법륜사                                    | 2009년 8월 6일 지정                                                       |      |
| 472호   |      | 통영 법륜사 완호 필 불화 (統營 法輪寺 玩虎 筆 佛畵)                                           | 경남 통영시 태평동 368-1                              | 법륜사                                    | 2009년 8월 6일 지정                                                       |      |
| 473호   |      | 김해 영구암 삼층석탑 (金海 靈龜庵 三層石塔)                                                   | 경남 김해시 신어산길 169                              | 영구암                                    | 2009년 8월 6일 지정                                                       |      |
| 474호   |      | 함양 하륜 부조묘 소장 향로 및 향합 (咸陽 河崙 不祧廟 所藏 香爐 및 香盒)                       | 경남 함양군                                           | 함양군                                    | 2009년 8월 6일 지정                                                       |      |
| 475호   |      | 김해 모은암 석조 아미타여래좌상 (金海 母恩庵 石造 阿彌陀如來坐像)                             | 경남 김해시 생림면 마사로 36-228                      | 모은암                                    | 2009년 8월 6일 지정                                                       |      |
| 476호   |      | 밀양 범평리 성재정 소장 고문서 (密陽 汎平里 成在政 所藏 古文書)                               | 경남 밀양시 초동면 범평리 406 미리벌민속박물관        | 성재정                                    | 2009년 9월 10일 지정                                                      |      |
| 477호   |      | 밀양 퇴로리 서고정사 (密陽 退老里 西皐精舍)                                                   | 경남 밀양시 부북면 퇴로리 251                         | 여주이씨항재공파종중                      | 2009년 10월 22일 지정                                                     |      |
| 478호   |      | 밀양 미촌리 칠산정 (密陽 美村里 七山亭)                                                       | 경남 밀양시 단장면 미촌리 796번지                     | 일직손씨 경선제파종중                     | 2009년 10월 22일 지정                                                     |      |
| 479호   |      | 합천 평구리 효정각                                                                            | 경남 합천군                                           | 초계정씨효정공파 종중                     | 2009년 10월 22일 지정                                                     |      |
| 480호   |      | 합천 임북리 임강정                                                                            | 경남 합천군                                           | 진주강씨임강정종중                        | 2009년 10월 22일 지정                                                     |      |
| 481호   |      | 합천 성리 한천재                                                                              | 경남 합천군                                           | 안동권씨감정공파한천재종중                | 2009년 10월 22일 지정                                                     |      |
| 482호   |      | 합천 감정공 권집덕의 묘                                                                       | 경남 합천군                                           | 안동권씨감정공파한천재종중                | 2009년 10월 22일 지정                                                     |      |
| 483호   |      | 의령 입산리 상로재 (宜寧 立山里 霜露齋)                                                       | 경남 의령군                                           | 탐진안씨헌납공파대종회강진원종            | 2009년 11월 19일 지정                                                     |      |
| 484호   |      | 의령 벽계리 청금정 (宜寧 碧溪里 聽琴亭)                                                       | 경남 의령군                                           | 김동기                                    | 2009년 11월 19일 지정                                                     |      |
| 485호   |      | 의령 오방리 임천정 (宜寧 五方里 臨川亭)                                                       | 경남 의령군                                           | 이종경                                    | 2009년 11월 19일 지정                                                     |      |
| 486호   |      | 함양 도천리 경충재                                                                            | 경남 함양군                                           | 하종규                                    | 2009년 11월 19일 지정                                                     |      |
| 487호   |      | 거창 사병리 변씨고가                                                                          | 경남 거창군 가조면 사병리 1209번지                    | 변종환                                    | 2009년 11월 19일 지정                                                     |      |
| 488호   |      | 합천 두방리 저존재 (陜川 頭方里 著存齋)                                                       | 경남 합천군                                           | 탐진안씨 상장군파 종중 대표 안우권        | 2009년 11월 19일 지정                                                     |      |
| 489호   |      | 창녕박물관 소장 남평문씨 고문서 (昌寧博物館 所藏 南平文氏 古文書)                             | 경남 창녕군                                           | 문종석                                    | 2009년 12월 3일 지정                                                      |      |
| 490호   |      | 함안 수곡리 청송심씨 퇴휴당 종중 문서류 (咸安 藪谷里 靑松沈氏 退休堂 宗中 文書類)             | 경남 함안군                                           | 청송심씨 퇴휴당 종중                      | 2009년 12월 3일 지정                                                      |      |
| 491호   |      | 진주 오방재 소장 호정집 책판 (晉州 梧坊齋 所藏 浩亭集 冊版)                                   | 경남 진주시                                           | 진양하씨 대종회                           | 2009년 12월 3일 지정                                                      |      |
| 492호   |      | 하동 금봉사 소장 동조 보살좌상 (河東 金鳳寺 所藏 銅造 菩薩坐像)                               | 경남 하동군                                           | 금봉사                                    | 2009년 12월 3일 지정                                                      |      |
| 493호   |      | 함안 구고사 부도 (咸安 九皐寺 浮屠)                                                           | 경남 함안군 칠원읍 무기리 산 90-10                    | 구고사                                    | 2009년 12월 3일 지정                                                      |      |
| 494호   |      | 진주 개문산방 소장 묘법연화경 (晉州 開文山房 所藏 妙法蓮華經)                                 | 경남 진주시                                           | 박순용                                    | 2010년 3월 11일 지정                                                      |      |
| 495호   |      | 남해 화방사 아미타후불탱 (南海 花芳寺 阿彌陀後佛幀)                                           | 경남 남해군                                           | 화방사 주지 법광                          | 2010년 3월 11일 지정                                                      |      |
| 496호   |      | 남해 화방사 아미타삼존탱 (南海 花芳寺 阿彌陀三尊幀)                                           | 경남 남해군                                           | 화방사 주지 법광                          | 2010년 3월 11일 지정                                                      |      |
| 497호   |      | 남해 화방사 신중탱 (南海 花芳寺 神衆幀)                                                       | 경남 남해군                                           | 화방사 주지 법광                          | 2010년 3월 11일 지정                                                      |      |
| 498호   |      | 남해 화방사 독성탱 (南海 花芳寺 獨聖幀)                                                       | 경남 남해군                                           | 화방사 주지 법광                          | 2010년 3월 11일 지정                                                      |      |
| 499호   |      | 남해 화방사 바라 (南海 花芳寺 波羅)                                                           | 경남 남해군                                           | 화방사 주지 법광                          | 2010년 3월 11일 지정                                                      |      |
| 500호   |      | 남해 화방사 시루 (南海 花芳寺 甑)                                                             | 경남 남해군                                           | 화방사 주지 법광                          | 2010년 3월 11일 지정                                                      |      |